# Pas Oplichters!
Pas Oplichters! is een televisieprogramma dat op 24 november 2013 op SBS6 begon. Het programma wordt gepresenteerd door Jochem van Gelder.

## Programmaopzet
In dit programma voeren acteurs veelvoorkomende oplichtingstrucs uit op nietsvermoedende personen. Zo voeren ze bijvoorbeeld trucs uit om gratis in een restaurant te eten, bij een drive-in de betaalde bestelling van een ander af te pakken, via een gefingeerde aanrijding en valse schadeclaim honderden euro's los te krijgen, en een dure airconditioner uit een winkel te stelen. Nadien geeft Bernhard Jens toelichting en tips hoe men dergelijke oplichting kan voorkomen.

## Oplichters
- Rick de Groot
- Stephanie Tency
- Hidde Veldhuis
- Caroline De Cristofaro

## Terugkomende rituelen
- Acteurscoach Geert Jan Bak legt uit hoe ze een opdracht moeten doen.
- Politiewoordvoerder Bernhard Jens geeft toelichting over een zaak.

## Afleveringen

### Seizoen 1 (2013-2014)
| Afl. | Code  | Gast                   | Uitzenddatum     | Kijkcijfers       |
| ---- | ----- | ---------------------- | ---------------- | ----------------- |
| 1    | 01x01 | Tanja Jess             | 24 november 2013 | 979.000 kijkers   |
| 2    | 01x02 | Fatima Moreira de Melo | 1 december 2013  | 1.012.000 kijkers |
| 3    | 01x03 | Jack Spijkerman        | 8 december 2013  | 854.000 kijkers   |
| 4    | 01x04 | Jamai Loman            | 15 december 2013 | 710.000 kijkers   |
| 5    | 01x05 | Bastiaan Ragas         | 22 december 2013 | 836.000 kijkers   |
| 6    | 01x06 | Saar Koningsberger     | 29 december 2013 | 683.000 kijkers   |